# Vigna nyangensis
Vigna nyangensis là một loài thực vật có hoa trong họ Đậu. Loài này được R.Mithen & H.Kibblewhite miêu tả khoa học đầu tiên.